# Phalangopora
Phalangopora is een geslacht van neteldieren uit de familie van de Stylasteridae.

## Soort
- Phalangopora regularis Kirkpatrick, 1897